# PERT
PERT  (Program Evaluation and Review Technique) is een projectplanningsanalysemethode. De methode heeft tot doel om de benodigde minimale tijd te berekenen om een project te realiseren.

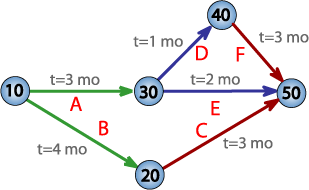
PERT-netwerk voor een project van zeven maanden met vijf mijlpalen (10–50) en zes activiteiten (A–F)

Elke taak in een PERT is gebaseerd op drie soorten inschattingen:
- O = Optimistische inschatting
- W = Waarschijnlijke inschatting
- P = Pessimistische inschatting

De inschatting volgt uit de berekening: (O + 4W + P)/6

## Toepassing
De PERT-methode wordt vaak toegepast bij projecten met hoge onzekerheden en geringe ervaring. Bij routinematige projecten wordt vaker de kritiekpadmethode toegepast.

## Geschiedenis
De PERT-methode is in 1958 bedacht door de United States Department of Defense's US Navy Special Projects Office als een onderdeel van het Polaris-project. De PERT-methode lijkt sterk op de kritiekpadmethode. Daarbij wordt uitgegaan van de gesommeerde duur van het kritieke pad, terwijl in de PERT-methode een kansrekening wordt toegepast.